# Darren O’Dea
Darren O’Dea (ur. 4 lutego 1987 w Dublinie) – irlandzki piłkarz grający na pozycji lewego lub środkowego obrońcy.

## Kariera klubowa
O’Dea jest synem Johna i Anne O’Dea, która reprezentowała Irlandię w koszykówce. Darren uczęszczał do Clonkeen College oraz grał w zespole Granada Football Club, a następnie w Home Farm FC. W 2003 roku przeszedł do Celticu, w którym rozpoczynał karierę od szczebli juniorskich. W pierwszej drużynie Celticu O’Dea zadebiutował 19 września 2006 w wygranym 2:0 z St Mirren meczu Pucharu Ligi Szkockiej. 18 listopada 2006 zadebiutował w meczu ligowym, wygranym 3:0 z Inverness Caledonian Thistle F.C., a na boisko wszedł jako rezerwowy w drugiej połowie meczu. 6 grudnia 2006 zagrał po raz pierwszy w meczu Ligi Mistrzów, z FC København (1:3), gdy zmienił kontuzjowanego Stpehena McManusa. 26 grudnia 2006 zdobył swojego pierwszego gola w lidze, a Celtic zremisował 2:2 z Dundee United.
1 września 2009 roku wypożyczono go do zespołu Reading. W Reading grał przez pół sezonu i w 2010 roku wrócił do Celticu. Latem 2010 został piłkarzem Ipswich Town.
3 sierpnia 2012 roku podpisał kontrakt z Toronto FC, a 18 lipca 2013 przeszedł do Metałurha Donieck. 29 sierpnia 2014 opuścił ukraiński klub.
| Sezon   | Klub                | Kraj    | Rozgrywki      | Mecze | Bramki |
| ------- | ------------------- | ------- | -------------- | ----- | ------ |
| 2006/07 | Celtic F.C.         | Szkocja | Premier League | 14    | 2      |
| 2007/08 | Celtic F.C.         | Szkocja | Premier League | 6     | 0      |
| 2008/09 | Celtic F.C.         | Szkocja | Premier League | 10    | 1      |
| 2009/10 | Reading F.C.        | Anglia  | Championship   | 8     | 0      |
| 2009/10 | Celtic F.C.         | Szkocja | Premier League | 19    | 1      |
| 2010/11 | Ipswich Town F.C.   | Anglia  | Championship   | 20    | 0      |
| 2011/12 | Leeds United A.F.C. | Anglia  | Championship   | 35    | 2      |
| 2012/13 | Toronto FC          | Kanada  | MLS            | 26    | 1      |
| 2013/14 | Metałurh Donieck    | Ukraina | Premier-liha   | 16    | 2      |
| 2014/15 | Blackpool           | Anglia  | Championship   | 3     | 0      |

## Kariera reprezentacyjna
W swojej karierze O’Dea występował w reprezentacji Irlandii U-21. W dorosłej reprezentacji zadebiutował 8 września 2009 w wygranym 1:0 towarzyskim spotkaniu z RPA.